# Dolichopeza longicornis
Dolichopeza longicornis är en tvåvingeart som först beskrevs av Enrico Adelelmo Brunetti 1918.  Dolichopeza longicornis ingår i släktet Dolichopeza och familjen storharkrankar. Inga underarter finns listade i Catalogue of Life.